# ابر اورت

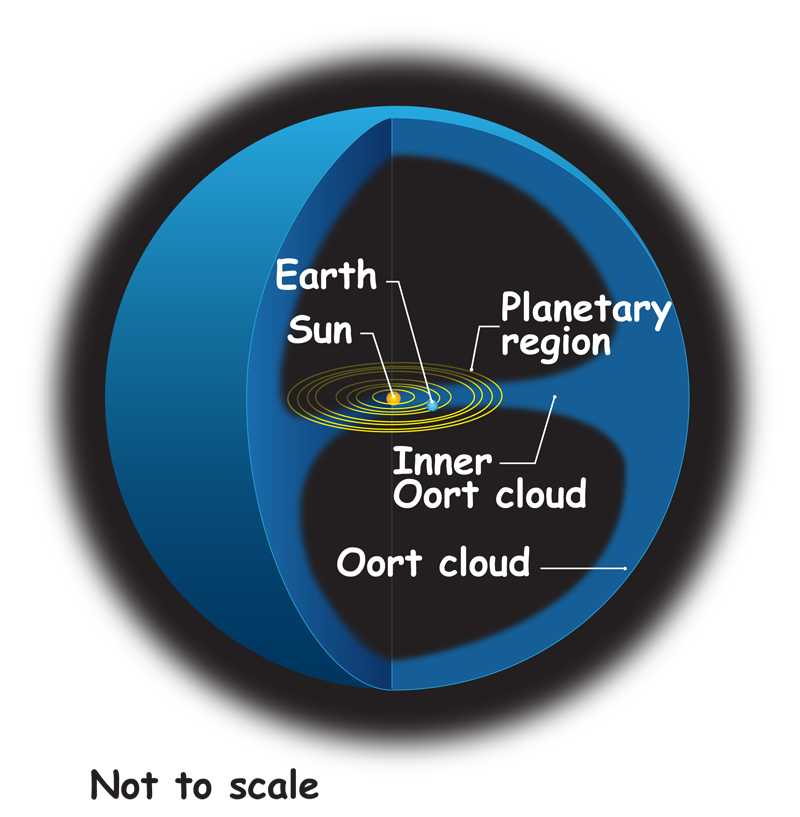
فاصلهٔ ابر اورت تا خورشید هزار برابر فاصلهٔ خورشید از کمربند کویپر، و دیسک پراکنده است.

فاصلهٔ ابر اورت از منظومهٔ شمسی

ابر اورت (به انگلیسی: Oort cloud)؛ بر اساس نظریهٔ یان اورت (به انگلیسی: Jan Oort) اخترشناس هلندی، ابر اورت نام مکانی است که خیلی از دنباله‌دار‌ها از آن سرچشمه می‌گیرند و برابر این تئوری علمی در فاصلهٔ ۵۰٬۰۰۰ واحد نجومی تقریباً یک سال نوری از خورشید قرار دارد. به عبارت دیگر، فاصله خورشید تا لبه درونی این ابر تقریباً یک‌پنجم فاصله تا نزدیکترین ستاره، یعنی پروکسیما قنطورس است و فاصله خورشید تا لبه بیرونی ابر اورت تقریباً به نصف فاصله تا این ستاره می‌رسد.
یان هندریک اورت در سال ۱۳۲۹ خورشیدی (۱۹۵۰ میلادی) اعلام کرد به این دلیل که دنباله‌دارها از همه سو به طرف زمین می‌آیند، پس بایستی از مکانی که دُور منظومه شمسی را فراگرفته است سرچشمه گرفته باشند. نظریهٔ «اورت» مورد پذیرش گروه زیادی از ستاره‌شناسان قرار گرفت و پس از آن، این مکان «ابر اورت» نام‌گذاری شد.
ابر اورت در خارج کمربند کویپر واقع شده و عرض آن از فاصلهٔ ۱۰۰ واحد نجومی از زمین شروع شده و تا یکصد هزار واحد نجومی ادامه دارد و از این رو، آن سوی ابر اورت را باید میانهٔ راه خورشید و نزدیک‌ترین ستاره‌ها به ما مثلاً خانوادهٔ آلفا قنطورس به حساب آورد.
ابر اورت را دربردارندهٔ حدود ده تریلیون جرم فضایی برآورد می‌کنند.
این ابر که عمدتاً از خرده‌سیاره یخی فرّار در اطراف خورشید تشکیل شده به دو منطقه تقسیم می‌شود: یک ابرِ اورتِ درونیِ دیسک شکلِ قرص پیرا-ستاره‌ای که ابر هیل است، و یک ابر اورت بیرونی کروی شکل. هر دو منطقه فراتر از منظومه شمسی و هلیوسفر، و در فضای میان-ستاره‌ای جا دارند. کمربند کویپر، و دیسک پراکنده، دو مخزن دیگر از اجرام فرانپتونی هستند که فاصلهٔ آن‌ها تا خورشید کمتر از یک هزارم فاصلهٔ خورشید از ابر اورت است.